# Vizi Menyhért
Vizi Menyhért (Kézdiszentlélek, 1910. április 21. – Kolozsvár, 1987. január 27.) erdélyi magyar tanító, pedagógiai író. Vizi Imre  apja.

## Életútja
Tanulmányait Kézdivásárhelyen az Állami Fiúgimnáziumban kezdte, majd Csíkszeredában folytatta a Római Katolikus Tanítóképzőben (1926–30). Tanító, iskolaigazgató volt Bólyán (1930–34), Jegenyén (1934), 1939-től nyugdíjazásáig (1969) Kolozsváron. 1941–47 között körzeti tanfelügyelő, az Erdélyi Római Katolikus Tanítói Önsegélyező gondnoka (1945–49), 1948–59 között a kolozsvári analfabéta-oktatás felelőse különböző tanügyi hatóságoknál.
Külső munkatársként pedagógiai, módszertani cikkeket, könyvismertetéseket közölt az Igazság, Tanügyi Újság, Előre hasábjain. Az ő fordításában megjelent számtan, földrajz, természetismereti tankönyvek 1954–78 között több mint 100 kiadást értek meg. Az 1960–80-as években Vizi Imrével számos általános és középiskolai tankönyv fordításában vett részt.

## Eredeti tankönyvei
- Az ember és állampolgár kötelességei (Kolozsvár, 1939. Tudományok Könyve a magyar tannyelvű elemi népiskolák VII. osztálya számára);
- Istoria românilor pentru clasa VI. primară (in: Román olvasókönyv, történelem és alkotmánytan a népiskolák VI. osztálya számára. Déri Gyulával és Paál Elekkel, Kolozsvár, 1939);
- Ábécéskönyv felnőtteknek (névtelenül, Kolozsvár, 1953);
- Olvasókönyv a III. osztály számára (Bucsi Katalinnal, Nagyvárad, 1953);